# Cativella reticulocostata
Cativella reticulocostata is een mosselkreeftjessoort uit de familie van de Trachyleberididae. De wetenschappelijke naam van de soort is voor het eerst geldig gepubliceerd in 2004 door Coimbra, Ramos, Whatley & Bergue.